# Mycosphaerella
Mycosphaerella Johanson – rodzaj grzybów z rodziny Mycosphaerellaceae.

## Charakterystyka
Należy do niego ponad 600 gatunków. Grzyby mikroskopijne, liczne z nich to pasożyty roślin powodujące duże straty s gospodarce człowieka. Tworzą małe, kuliste lub gruszkowate, cienkościenne perytecja z wzniesionym ujściem na brodawce, zazwyczaj zanurzone w tkankach rośliny, czasami na podkładce. Ujście owocnika otoczone peryfizami. Worki maczugowate, grubościenne, pęczkami wyrastające na dnie perytecjum. Brak nibywstawek. Askospory wrzecionowato- elipsoidalne lub cylindryczne, dwukomórkowe, z przegrodą położoną blisko środka.

## Systematyka i nazewnictwo
Pozycja w klasyfikacji według Index Fungorum: Mycosphaerellaceae, Capnodiales, Dothideomycetidae, Dothideomycetes, Pezizomycotina, Ascomycota, Fungi.
Synonimy: Ascospora Fr. 1825
Cercosphaerella Kleb. 1918
Cyclodothis Syd. & P. Syd. 1913
Didymellina Höhn. 1918
Eruptio M.E. Barr 1996
Haplodothis Höhn. 1911
Hypomycopsis Henn. 1904
Oligostroma Syd. & P. Syd. 1914
Phragmogloeum Petr. 1954
Ramosphaerella Laib. 1921
Ramularisphaerella Kleb. 1918
Scirrhiachora Theiss. & Syd. 1915
Septorisphaerella Kleb. 1918
Septosphaerella Laib. 1921
Sphaerella Ces. & De Not. 1863
Sphaerella (Fr.) Rabenh. 1856
Sphaeria d Sphaerella Fr. 1849.

## Gatunki występujące w Polsce
- Mycosphaerella aquilina (Fr.) J. Schröt. 1894
- Mycosphaerella balcanica Bubák & Picb. 1937
- Mycosphaerella basicola (A.B. Frank) Lindau 1903
- Mycovellosiella bellynckii (Westend.) Constant. 1982
- Mycosphaerella bolleana B.B. Higgins 1921
- Mycosphaerella brassicicola (Duby) Lindau 1897
- Mycosphaerella brunneola (Fr.) Allesch. & Schnabl 1897
- Mycosphaerella cerasella Aderh. 1900
- Mycosphaerella clymenia (Sacc.) Johanson ex Oudem. 1897
- Mycosphaerella depazeiformis (Auersw.) Lindau 1903
- Mycosphaerella dianthi (C.C. Burt) Jørst. 1945
- Mycosphaerella epilobii-montani Lobik 1928
- Mycosphaerella equiseti (Fuckel) J. Schröt. 1894
- Mycosphaerella euonymi (Kunze ex Fr.) J. Schröt. 1894[4]
- Mycosphaerella euphorbiae Niessl ex J. Schröt. 1894
- Mycosphaerella filicum (Desm.) Starbäck 1889
- Mycosphaerella graminicola (Fuckel) J. Schröt. 1894
- Mycosphaerella gypsophilicola (Hollós) Petr. 1925
- Mycosphaerella honckenyae Dominik 1934
- Mycosphaerella hyperici (Auersw.) Starbäck 1889
- Mycosphaerella hypostomatica Höhn. 1902
- Mycosphaerella iridis (Auersw.) J. Schröt. 1894
- Mycosphaerella isariphora (Desm.) Johanson 1884
- Mycosphaerella jaczewskii Potebnia 1910
- Mycosphaerella latebrosa (Cooke) J. Schröt. 1894
- Mycosphaerella leptasca (Auersw.) J. Schröt. 1894[4]
- Mycosphaerella lineolata (Roberge ex Desm.) J. Schröt. 1894
- Mycosphaerella linicola Naumov 1926
- Mycosphaerella lycopodii-annotini Petr. 1931
- Mycosphaerella millegrana (Cooke) J. Schröt. 1894
- Mycosphaerella mori (Fuckel) F.A. Wolf 1935
- Mycosphaerella octopetalae (Oudem.) Lind 1924
- Mycosphaerella oedema (Fr.) J. Schröt. 189
- Mycosphaerella perexigua (P. Karst.) Johanson 1884
- Mycosphaerella plantaginis (Sollm.) Vestergr. 1896
- Mycosphaerella podagrariae (Roth) Petr. 1921
- Mycosphaerella pomi (Pass.) Lindau 1897
- Mycosphaerella populi (Auersw.) J. Schröt. 1894
- Mycosphaerella primulae (Auersw. & Heufl.) J. Schröt. 1894
- Mycosphaerella pteridis (De Not.) J. Schröt. 1894
- Mycosphaerella pulsatillae (Lasch) Johanson 1884
- Mycosphaerella pusilla (Auersw.) Johanson 1884[4]
- Mycosphaerella pyri (Auersw.) Boerema 1970
- Mycosphaerella pyrolae Lind 1924
- Mycosphaerella recutita (Fr.) Johanson 1884
- Mycosphaerella ribis (Sacc.) Lindau 1903
- Mycosphaerella rosicola (Pass.) B.H. Davis 1938
- Mycosphaerella rubi Roark 1921
- Mycosphaerella salicicola (Fuckel) Johanson ex Oudem. 1897
- Mycosphaerella stemmatea (Fr.) Romell 1890
- Mycosphaerella subradians (Fr.) J. Schröt. 1894
- Mycosphaerella superflua (Fuckel) Petr. 1940
- Mycosphaerella tassiana (De Not.) Johanson 1884
- Mycosphaerella ulmi Kleb. 1902
- Mycosphaerella ulmifolia (Pass.) Tomilin 1968
- Mycosphaerella vaccinii (Cooke) J. Schröt. 1894
- Mycosphaerella viburni (Nitschke) J. Schröt. 1894
- Mycosphaerella vitis-viniferae Tomilin 1979

Nazwy naukowe na podstawie Index Fungorum. Wykaz gatunków występujących w Polsce według Mułenki i in.